# Maria Tereza Lara
Maria Tereza Lara (Esmeraldas, 12 de maio de 1949) é uma política brasileiro do estado de Minas Gerais. Foi vereadora em Betim, e atualmente exerce o cargo de deputada estadual em Minas Gerais.
Na 14ª Legislatura da Assembleia mineira, Maria Tereza exerceu o mandato no período de 3 de fevereiro de 1999 a 16 de abril de 2000, ocupando vaga aberta pelo afastamento de Luiz Sávio de Souza e de 17 de abril de 2000 a 18 de junho de 2000, quando ocupando a vaga aberta pelo afastamento de Adelmo Carneiro Leão. Na 16ª Legislatura da Casa do legislativo mineiro, Maria Tereza Lara está ocupando, desde 5 de janeiro de 2009 a vaga aberta pelo afastamento de Luiz Tadeu Leite, que renunciou ao cargo de deputado estadual para assumir a Prefeitura Municipal de Montes Claros.